# Rhynchotechum copelandii
Rhynchotechum copelandii är en tvåhjärtbladig växtart som först beskrevs av Adolph Daniel Edward Elmer, och fick sitt nu gällande namn av Adolph Daniel Edward Elmer och Elmer Drew Merrill. Rhynchotechum copelandii ingår i släktet Rhynchotechum och familjen Gesneriaceae. Inga underarter finns listade i Catalogue of Life.